# Sevtap Altunoluk
Sevtap Altunoluk, née le 10 janvier 1995, est une joueuse de goalball paralympique turque ayant une déficience visuelle. Elle était membre de l'équipe nationale ayant participé aux Jeux paralympiques d'été de 2020. Elle est originaire de Tokat.
Sa sœur, Sevda Altunoluk, est également joueuse de goalball nationale.
Elle a joué avec l'équipe nationale qui a remporté la médaille d'or aux Championnats d'Europe de goalball 2019 à Rostock.